# Laizy
Laizy ist eine französische Gemeinde mit 595 Einwohnern (Stand: 1. Januar 2022) im Département Saône-et-Loire in der Région Bourgogne-Franche-Comté. Die Gemeinde gehört zum Arrondissement Autun und zum Kanton Autun-2 (bis 2015: Kanton Mesvres). 

## Geografie
Laizy liegt etwa zehn Kilometer südwestlich des Stadtzentrums von Autun am Fluss Arroux. An der östlichen Gemeindegrenze mündet der Méchet in den Arroux. Umgeben wird Laizy von den Nachbargemeinden La Grande-Verrière im Norden und Nordwesten, Monthelon im Nordosten, Brion im Osten, Étang-sur-Arroux im Süden,  La Comelle im Südwesten sowie Saint-Léger-sous-Beuvray im Westen.

## Bevölkerungsentwicklung
| Jahr                      | 1962 | 1968 | 1975 | 1982 | 1990 | 1999 | 2006 | 2013 | 2019 |
| Einwohner                 | 568  | 487  | 528  | 623  | 635  | 660  | 646  | 609  | 590  |
| Quelle: Cassini und INSEE |      |      |      |      |      |      |      |      |      |

## Sehenswürdigkeiten

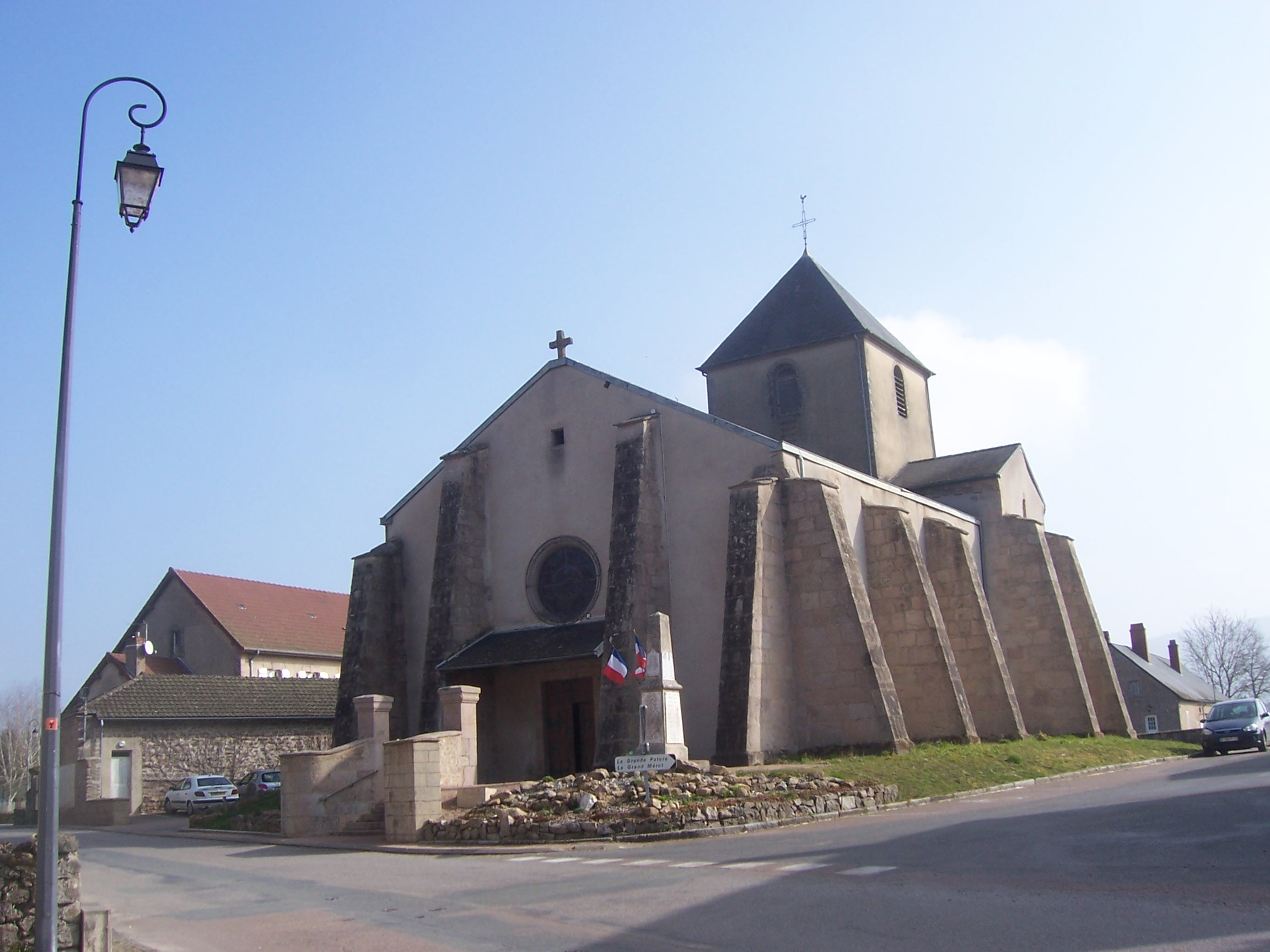
Kirche Saint-Julien

- Kirche Saint-Julien aus dem 12. Jahrhundert, heutiges Gebäude weitgehend aus dem 17. Jahrhundert
- Schloss Chazeu aus dem 17. Jahrhundert, Monument historique seit 1927
- Wehrhaus von Laizy